# 地球与激情
《地球与激情》（葡萄牙語：Terra e Paixão）是由瓦尔西尔·卡拉什科创作的巴西电视连续剧，于2023年5月8日至2024年1月19日在环球电视网播放。由芭芭拉·雷斯、卡瓦·雷蒙德、格洛里亚·佩雷兹、托尼·拉莫斯、保罗·莱萨、阿加塔·莫雷拉和约翰尼·马萨罗领衔主演。

## 演员
- 卡瓦·雷蒙德 饰演 卡约·梅雷莱斯·拉塞尔瓦 （Caio Meirelles La Selva）
- 芭芭拉·雷斯 饰演 阿莉内·巴罗苏·马沙杜（Aline Barroso Machado）
- 约翰尼·马萨罗 饰演 丹尼尔·拉塞尔瓦（Daniel La Selva）
- 保罗·莱萨 饰演 乔纳塔斯·多斯桑托斯（Jonatas dos Santos）
- 德博拉·法拉贝拉 饰演 露辛达·多·卡莫·阿莫林（Lucinda do Carmo Amorim）
- 阿加塔·莫雷拉 饰演 格拉萨·博尔金·容凯拉（Graça Borghin Junqueira）
- 托尼·拉莫斯 饰演 安东尼奥·拉塞尔瓦 （Antônio La Selva）
- 格洛里亚·佩雷兹 饰演 艾琳·皮涅鲁·拉塞尔瓦 （Irene Pinheiro La Selva）
- 埃利安·贾尔迪尼 饰演 阿加塔·桑蒂尼·拉塞尔瓦 （Agatha Santini La Selva）
- 塔塔·韦内克 饰演 Anely do Carmo / Rainha Delícia
- 赖纳·卡德特 饰演 路易吉·圣马科（Luigi San Marco）[3]

## 外部連結
- 互联网电影数据库（IMDb）上《地球与激情》的资料（英文）
- TheTVDB上的地球与激情
- 豆瓣电影上《地球与激情》的資料 （简体中文）